# Pokrokové spojenectví socialistů a demokratů
Pokrokové spojenectví socialistů a demokratů (S & D) je sociálnědemokratická skupina evropského parlamentu, která existuje již od roku 1953 s různými názvy.

## Předsedové
| Číslo | Předseda             | Stát               | Politická strana                               | Od   | Do   |
| ----- | -------------------- | ------------------ | ---------------------------------------------- | ---- | ---- |
| 1.    | Guy Mollet           | Francie            | Francouzská sekce mezinárodních dělníků (SFIO) | 1953 | 1956 |
| 2.    | Hendrik Fayat        | Belgie             | Socialistická strana (PS)                      | 1956 | 1958 |
| 3.    | Pierre Lapie         | Francie            | Francouzská sekce mezinárodních dělníků (SFIO) | 1958 | 1959 |
| 4.    | Willi Birkelbach     | Německo            | Sociálnědemokratická strana Německa (SPD)      | 1959 | 1964 |
| 5.    | Käte Strobel         | Německo            | Sociálnědemokratická strana Německa (SPD)      | 1964 | 1967 |
| 6.    | Francis Vals         | Francie            | Francouzská sekce mezinárodních dělníků (SFIO) | 1967 | 1974 |
| 7.    | Georges Spénale      | Francie            | Parti socialiste (PS)                          | 1974 | 1975 |
| 8.    | Ludwig Spénale       | Německo            | Sociálnědemokratická strana Německa (SPD)      | 1975 | 1979 |
| 9.    | Ernest Glinne        | Belgie             | Socialistická strana (PS)                      | 1979 | 1984 |
| 10.   | Rudi Arndt           | Německo            | Sociálnědemokratická strana Německa (SPD)      | 1984 | 1989 |
| 11.   | Jean-Pierre Cot      | Francie            | Parti socialiste (PS)                          | 1989 | 1994 |
| 12.   | Pauline Green        | Spojené království | Labouristická strana (Labour)                  | 1994 | 1999 |
| 13.   | Enrique Barón Crespo | Španělsko          | Španělská socialistická dělnická strana (PSOE) | 1999 | 2004 |
| 14.   | Martin Schulz        | Německo            | Sociálnědemokratická strana Německa (SPD)      | 2004 | 2012 |
| 15.   | Hannes Swoboda       | Rakousko           | Sociálnědemokratická strana Rakouska (SPÖ)     | 2004 | 2012 |
| 16.   | Martin Schulz        | Německo            | Sociálnědemokratická strana Německa (SPD)      | 2014 | 2014 |
| 17.   | Gianni Pittella      | Itálie             | Demokratická strana Itálie (PD)                | 2014 | -    |

## Členské strany
| Belgie      | Socialistická strana                             | PS          | 2/21    |         |         |
| Belgie      | Vpřed                                            |             | 2/21    |         |         |
| Bulharsko   | Bulharská socialistická strana                   | BSP         | 2/17    |         |         |
| Dánsko      | Sociální demokraté                               |             | 3/14    |         |         |
| Estonsko    | Sociálně demokratická strana                     | SDE         | 2/7     |         |         |
| Finsko      | Finská sociálně demokratická strana              | SDP         | 2/14    |         |         |
| Francie     | Socialistická strana                             | PS          | 10/81   |         |         |
| Francie     | Veřejné místo                                    | PP          | 3/81    |         |         |
| Chorvatsko  | Sociálně demokratická strana Chorvatska          | SDP         | 4/12    |         |         |
| Irsko       | Labouristická strana                             |             | 1/14    |         |         |
| Itálie      | Demokratická strana                              | PD          | 20/76   |         |         |
| Itálie      | Solidární demokracie                             | DemoS       | 1/76    |         |         |
| Kypr        | Demokratická strana                              | DIKO        | 1/6     |         |         |
| Litva       | Litevská sociálnědemokratická strana             | LSDP        | 2/11    |         |         |
| Lotyšsko    | Sociálnědemokratická strana Saskaņa              | SDPS        | 1/8     |         |         |
| Lucembursko | Lucemburská socialistická dělnická strana        | LSAP        | 1/6     |         |         |
| Malta       | Labouristická strana                             | PL          | 3/6     |         |         |
| Maďarsko    | Demokratická koalice                             | DK          | 2/21    |         |         |
| Německo     | Sociálnědemokratická strana Německa              | SPD         | 14/96   |         |         |
| Nizozemsko  | Strana práce                                     | PvDA        | 4/31    |         |         |
| Polsko      | Nová levice                                      | NL          | 3/52    |         |         |
| Portugalsko | Socialistická strana                             | PS          | 8/21    |         |         |
| Rakousko    | Sociálnědemokratická strana Rakouska             | SPÖ         | 5/19    |         |         |
| Rumunsko    | Sociálnědemokratická strana                      | PSD         | 11/33   |         |         |
| Řecko       | Panhelénské socialistické hnutí - Hnutí za změnu | PASOK-KINAL | 3/21    |         |         |
| Slovinsko   | Sociální demokraté                               | SD          | 1/8     |         |         |
| Španělsko   | Španělská socialistická dělnická strana          | PSOE        | 20/59   |         |         |
| Švédsko     | Švédská sociálně demokratická strana dělnická    | SAP         | 5/21    |         |         |
| Celkem      |                                                  |             | 136/705 | 136/705 | 136/705 |

## Vývoj názvu
| Zkratka | Anglický název                                                                           | Český název                                  | Od                | Do                |
| ------- | ---------------------------------------------------------------------------------------- | -------------------------------------------- | ----------------- | ----------------- |
| S & D   | Group of the Progressive Alliance of Socialists and Democrats in the European Parliament | Pokrokové spojenectví socialistů a demokratů | 23. července 2009 |                   |
| PES     | Socialist Group in the European Parliament                                               | Skupina socialistů v Evropském parlamentu    | 20. července 2004 | 23. července 2009 |
| PES     | Group of the Party of European Socialists                                                | Skupina strany evropských socialistů         | 21. dubna 1993    | 20. července 2004 |
| SOC     | Socialist Group                                                                          | Socialistická skupina                        | 1958              | 21. dubna 1993    |
| S       | Group of the Socialists                                                                  | Skupina socialistů                           | 23. června 1953   | 1958              |